# Розенфельд, Айрин
Айри́н Блэ́кер Розенфе́льд (англ. Irene Blecker Rosenfeld; род. 3 мая 1953, Уэстбери, штат Нью-Йорк, США) — бывший председатель и главный исполнительный директор Mondelēz International. 

## Биография
Розенфельд родилась в еврейской семье в Уэстбери (штат Нью-Йорк), в семье Сеймура Блеккер  и Джоан Блеккер. Имеет младшую сестру, Линду Блекер. Родители её отца были румынскими евреями, бабушка и дедушка её матери были немецкими евреями. 
Она училась в средней школе имени В. Треспера Кларка в Уэстбери. Имеет докторскую степень по маркетингу и статистике, степень магистра по бизнесу и степень бакалавра по психологии в Корнелльском университете, где также преуспела в баскетболе, волейболе и теннисе, часто выступая в качестве капитана команды. По её словам, это стало ключевым фактором в развитии её лидерских качеств.

## Карьера
Карьера Айрин началась в Dancer Fitzgerald Sample, рекламном агентстве в Нью-Йорке. Позже она присоединилась к исследованиям потребителей General Foods, а затем возглавила Frito-Lay в качестве генерального директора и председателя.
Айрин работает в сфере производства продуктов питания и напитков около 30 лет. Её первая работа была в рекламном агентстве Dancer Fitzgerald Sample в Нью-Йорке. Позже присоединилась к General Foods в потребительском исследовании
В 2004 году Розенфельд была назначена председательницей и генеральным директором Frito-Lay, подразделения PepsiCo, где она занималась продвижением продукции.
Розенфельд была назначена генеральным директором Kraft Foods в июне 2006 года. Компания позже присоединилась к General Foods, которая позже стала частью Kraft. Среди её многочисленных достижений в Kraft, она возглавила реструктуризацию и реорганизацию ключевых бизнесов в США, Канаде и России. Активна в ряде промышленных и общественных организаций, в том числе в Экономическом клубе Чикаго. Была назначена на дополнительный пост председателя в марте 2007 года, после выделения Altria Group Kraft.
В 2008 году она была названа шестой в списке «50 женщин, чтобы смотреть» от Уолл-Стрит Джорнал. Розенфельд была упомянута несколько раз, как одна из 100 самых влиятельных женщин в мире по версии Forbes. В 2014 году она заняла 15-е место, позади Опра Уинфри.
В 2010 году Розенфельд получила общую компенсацию в размере 19,3 млн долл., заняв 48 место на Forbes Executive Pay.
Розенфельд является членом экономического клуба Чикаго. Она работает в совете директоров Ассоциации производителей продуктов питания и попечительского совета Корнеллского университета. Входит в совет директоров Форума потребительских товаров .
В августе 2011 года Kraft заявила, что планирует разделиться на две публичные компании, одна из которых специализируется на международных торговых марках снеков, таких, как Trident gum и Oreo cookies, а другая — на североамериканском продуктовом бизнесе, который включает кофе Maxwell House и мясо Oscar Mayer.
5 декабря 2011 года компания Kraft объявила, что Розенфельд останется председательницей глобальной закусочной компании стоимостью 31 млрд долларов, которая будет называться Mondelēz International, Inc. Тони Вернон, президент Kraft Foods North America, станет генеральным директором продуктового бизнеса в Северной Америке стоимостью 17 миллиардов долларов, который сохранит имя Kraft Foods.
Mondelez объявил в августе 2017 года, что Дирк Ван де Пут заменит Айрин на посту генерального директора компании после её ухода на пенсию в ноябре 2017 года.
Не раз приезжала в Москву и Санкт-Петербург с рабочим визитом.

## Критика
Во время кампании по выборам президента США 2016 года Монделес и Розенфельд подвергались критике со стороны кандидата от республиканцев Дональда Трампа и кандидатов от демократов Хиллари Клинтон и Берни Сандерса за аутсорсинг примерно 600 рабочих мест из Чикаго, США в Салинас, Мексика, что спровоцировало бойкот Оreo . Пикеты рабочих проходили на различных мероприятиях, которые посещала Розенфельд и возле её дома.